# Les Perles de Loubia
 (octobre 2023).
Si vous disposez d'ouvrages ou d'articles de référence ou si vous connaissez des sites web de qualité traitant du thème abordé ici, merci de compléter l'article en donnant les références utiles à sa vérifiabilité et en les liant à la section « Notes et références ».
Les Perles de Loubia (The Pearls of Lutra) est le neuvième tome de la série de fantasy animalière Rougemuraille de Brian Jacques. Publié en 1996, il fut traduit en français et découpé en quatre tomes : L'Empereur aux yeux fous  (ISBN 978-2740411575), Six Larmes pour un abbé  (ISBN 978-2740411582), L'Âme-Libre  (ISBN 978-2740411599) et La Vengeance de Loubia  (ISBN 978-2740411605).
Dans l'ordre chronologique de l'histoire, il est précédé par Mattiméo et suivi par la Patrouille.